# Manica Koman
Manica Koman, slovenska pesnica in pisateljica, * 4. avgust 1880, Vižmarje pri Ljubljani, † 4. februar 1961, Ljubljana.

## Življenjepis
Manica Koman se je rodila v Vižmarjah, 4. avgusta 1880 očetu Franu (1834-1918), ki je bil kmet in živinozdravnik, in materi Mariji (1838-1916), kmetici. Po končani šoli v Šentvidu je delala na domači kmetiji. Dijaška družba in Frančišek Lampe so ji vzbudili zanimanje za ljudsko slovstvo in ji s posojanjem knjig širili obzorje. 
Leta 1903 je spoznala Franjo Tavčar, ženo ljubljanskega župana in pisatelja Ivana Tavčarja, ki ji je leta 1911 priskrbela službo korektorja pri dnevniku Slovenski narod, kjer je delala pet let.
26. avgusta 1916 se je zaposlila na ljubljanskem magistratu. Najprej je bila dodeljena v popisovalni urad za začasno pomožno uradnico. Maja 1924 je dobila uradniški status in v njem napredovala do oficijala (1939) in nadoficijala do pristava (1944). Marca 1941 je bila s kulturnega oddelka prestavljena na prehranjevalni urad. Zadnja leta službovanja je delala v arhivu oziroma knjižnici arhiva in vodila čitalnico. Upokojila se je 1. februarja 1946.
Septembra 1942 so jo Italijani priprli in internirali v taborišče na Rabu. V seznam interniranih je vpisana 7. septembra 1942 in v seznamu izpuščenih z dne 10. decembra 1942.
Po upokojitvi se je ponovno zaposlila na kmetijskem ministrstvu, kjer je tri leta organizirala predavanja o kmetijstvu za ljubljanski radio.
Po vojni so jo poznali predvsem kot priljubljeno pripovedovalko pravljic in otroških zgodbic na ljubljanskem radiu. Sosedje se Manice Koman spominjajo kot »tete s cekarjem« - tako so jo poimenovali po eni izmed njenih knjig, namenjenih otrokom.
Po njej je poimenovana ulica in vrtec v Šentvidu.

## Delo
Maničino prvo natisnjeno delo je pesem Domoljub (1902), ki ga je za novo leto objavila v časopisu Domoljub. Sprva je njeno pisateljsko delo zajemalo pesmi in črtice, kot na primer Šopek samotarke (1918), Pod mečem (1926), Slovenska gospodinja (1906), kasneje pa tudi igre. Svoja besedila je objavljala v različnih časopisih in revijah. 
O njenem opusu je pisatelj Tone Peršak zapisal: »Pisala je predvsem za ljudstvo in zajemala motive iz lastnega okolja in osebne skušnje. Njen slog je poljuden, romantičen in melodramski.« (Slovenska književnost, leksikon, 1996)
V kasnejših letih svojega ustvarjanja se je posvetila predvsem pravljicam, ugankam, šalam, igram in pesmim za otroke: Čarobna košara (1931), Slike, zgodbe, šale - vse za moje male (1932).
Literarno delovanje jo je približalo k udejstvovanju naprednih žena in Splošnemu ženskemu društvu Članica Splošnega ženskega društva je bila od leta 1907. Aktivno je delovala v društvo v letih 1919 do 1921. 

### Mladinski opus
- Narodne pravljice in legende (1923) (COBISS)
- Sestrin varuh (1931) (COBISS)
- Čarobna košara (1931) (COBISS)
- Slike, zgodbe, šale - vse za moje male (1932) (COBISS)
- Stric s košem (1937) (COBISS)
- Teta s cekarjem (1938) (COBISS)
- Hop čez planke na uganke (1961) (COBISS)